# Ступки (Бахмут)
Ступки, Іллінівка — житлове селище на півночі Бахмута. Положене на правому березі річки Ближні Ступки при її впливі у річку Бахмут.
Включає у себе селища Велику Іллінівку та Малу Іллінівку.

## Історія
На 1859 рік у панському селі Іллінівка, або Грубертове положеному над річкою Ближні Ступки було 45 господ, 122 особи, завод.
Тут існувала соляна шахта «Петро Великий» у власності "Голландська спілка по розробці кам'яної солі у Російській імперії у 1885—1918 роках.

Ідолы 11-13 століть, знайдение у Ступках у царську епоху, зберігаються у московському Історичному музеї.

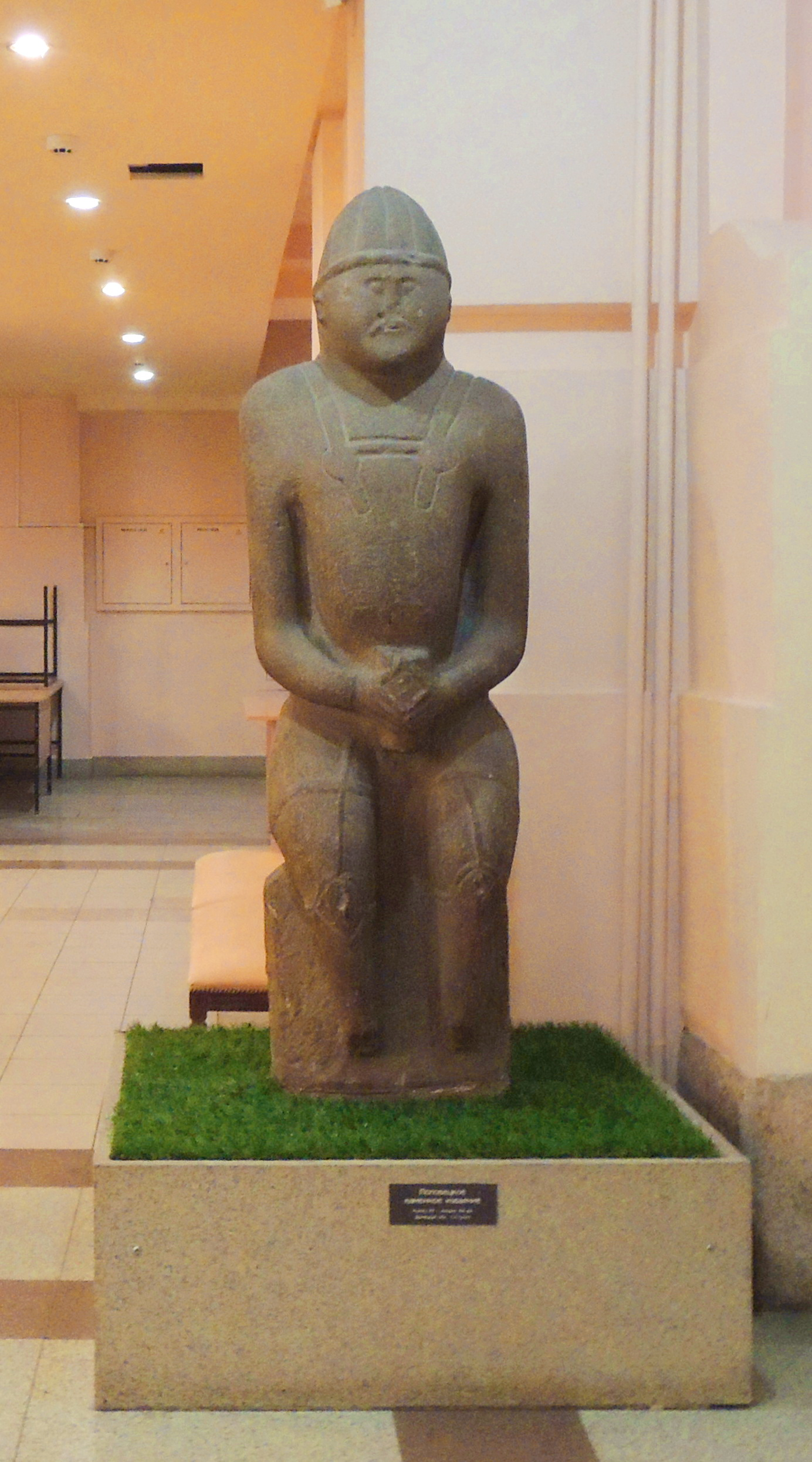
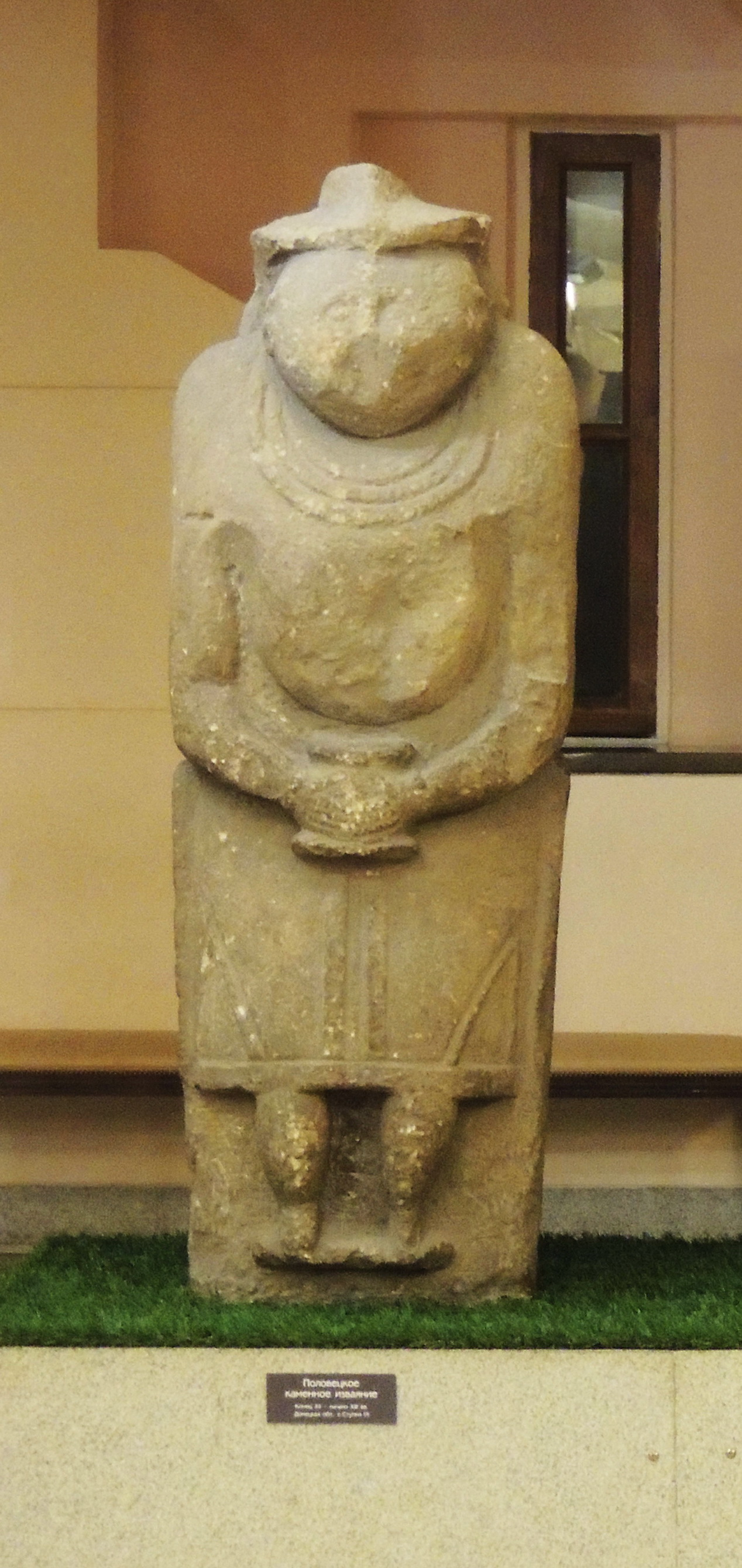
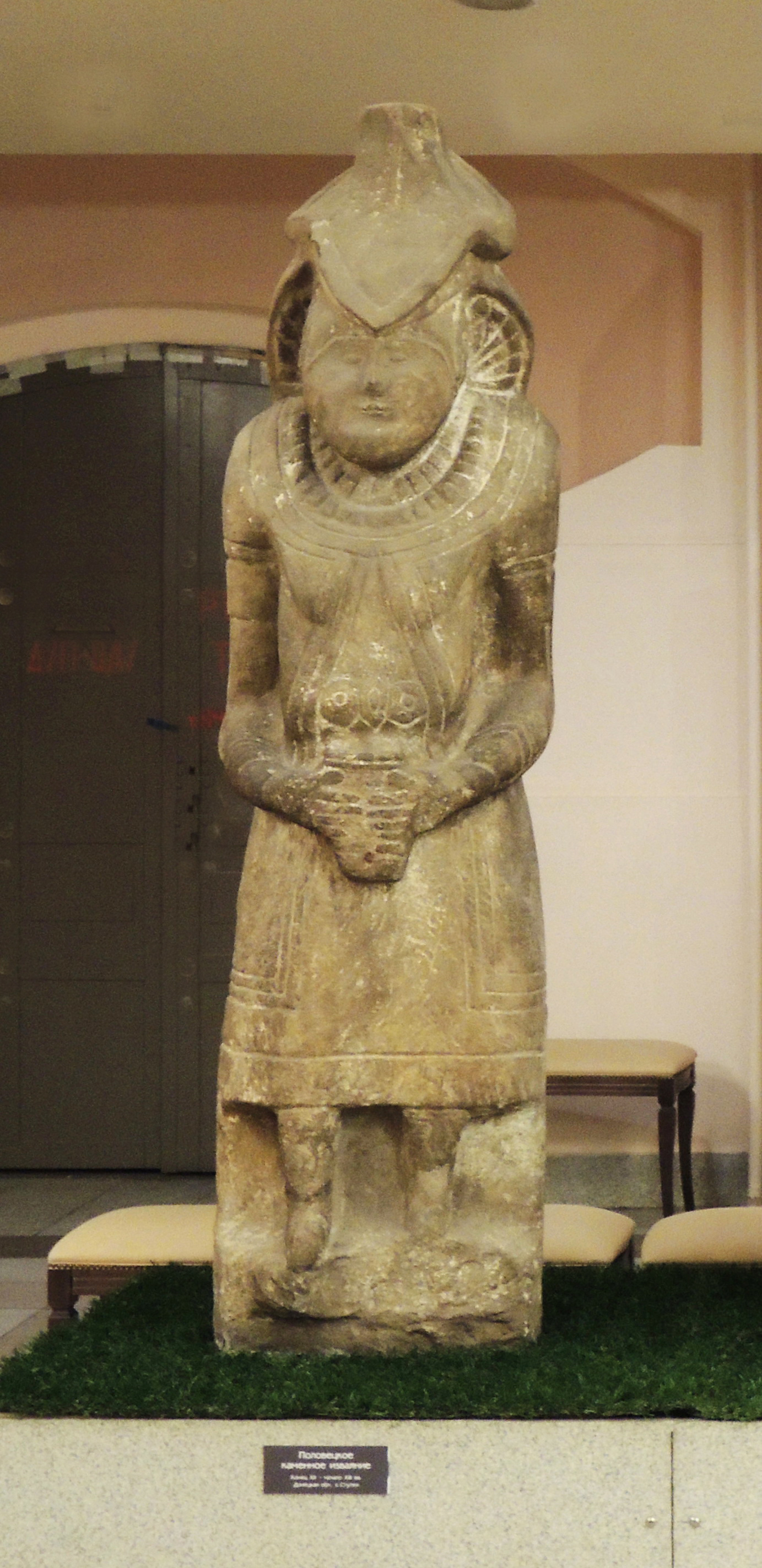
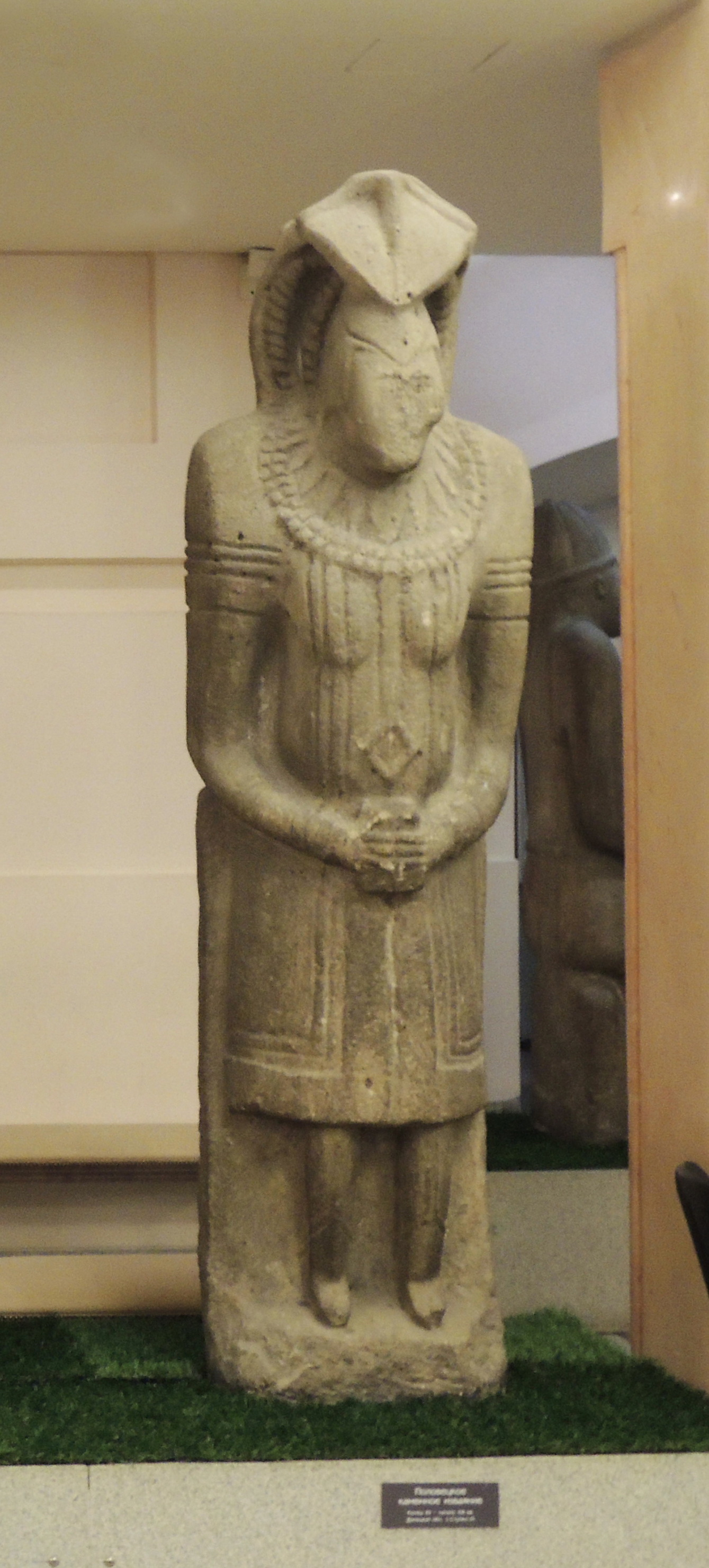

## Опис
На східній межі селища залізнична станція Ступки.
Головні вулиці — Свято-Георгіївська, Глінки.
Середня школа № 9.